# Памятник Паникахе
Памятник Михаи́лу Паника́хе — памятник-скульптура Сталинградской битвы, установленный на месте гибели Михаила Паникахи. Расположен на пересечении проспекта Металлургов и улицы Таращанцев Краснооктябрьского района Волгограда.
Защищая ведущую к заводу Красный Октябрь дорогу 2 октября 1942 года, рядовой 883-й стрелкового полка 193-й стрелковой дивизии 62-й армии Михаил Аверьянович Паникаха погиб, уничтожив немецкий танк. Его подвиг стал примером самопожертвования — облитый горящей смесью из разбившейся зажигательной противотанковой бутылки Смесь КС, он смог добежать до танка и разбить остальные бутылки о моторный отсек, вызвав его возгорание и гибель.
Место подвига Паникахи до 1975 года было отмечено мемориальным знаком с памятной плитой, 8 мая 1975 года был открыт современный памятник, символизирующего останавливающего врага любой ценой воина. Авторы проекта — скульптор Роберт Петрович Харитонов и архитектор Юрий Николаевич Белоусов. Фигура высотой 6,3 метра отчеканена из кованной меди и установлена на железобетонный постамент размером высотой 0,8 метра и габаритами 8×13 метра.
Этот подвиг изображен также на панораме «Сталинградская битва».
Текст на памятнике:

Здесь 2 октября 1942 года матрос-пехотинец 193-й стрелковой дивизии

Михаил Паникаха, объятый пламенем от разбитой пулей бутылки с горючей жидкостью,

бросился на фашистский танк и второй бутылкой поджег его.

Награжден посмертно орденом Отечественной войны первой степени